# Porno: un affare di famiglia
Porno: un affare di famiglia (negli USA Family Business, in Gran Bretagna Porn: A Family Business) è un reality show sul mondo del porno, realizzato per 4 stagioni partire dal 2003 per il canale statunitense Showtime.

## Descrizione
Lo show racconta giorno dopo giorno la storia del re del porno Adam Glasser (conosciuto soprattutto con lo pseudonimo di Seymore Butts); con lui nello show c'è anche sua madre Lila Glasser, che sogna per lui una fidanzata ebrea, il cugino sessantenne Stevie Glasser, chuamato il Cugino Stevie, che lo aiuta a mandare avanti il business di famiglia e poi il suo figlioletto di otto anni, Brady.
In Canada il programma è stato trasmesso su The Movie Network, Movie Central e su Showcase Television, in Gran Bretagna su Channel 4 e The Music Factory, nei paesi dell'America Latina su FX Networks. 
Il programma è trasmesso in Italia da Comedy Central, canale 117 di Sky Italia.
Le prime due stagioni sono disponibili in formato DVD nel mercato home video degli Stati Uniti e in Canada. I DVD della prima stagione hanno vinto l'AVN Awards come Best Alternative Release nel 2005.

## Cast
- Adam Glasser
- Lila Glasser (la madre di Adam)
- Brady Glasser (il figlio di Adam e Taylor Hayes)
- Stevie Glasser (cugino di Adam)

cast ricorrente:
- Mari Possa (assistente, attrice e fidanzata di Adam)
- Herschel Savage (attore ricorrente nei film di Adam)
- Bishop (riprese e montaggio dei film di Adam)

## Elenco degli episodi
Prima stagione (2003)
| Numero | Titolo originale                | Titolo italiano                |
| ------ | ------------------------------- | ------------------------------ |
| 1.01   | Personal Ads                    | L'inserzioni                   |
| 1.02   | Reunion                         | La rimpatriata                 |
| 1.03   | Casa De Butts                   | Casa Butts                     |
| 1.04   | Sex Toys                        | Giocattoli sessuali            |
| 1.05   | Strictly BiznASS                | Entrata in servizio            |
| 1.06   | Seymore's Other ASSets          | Mi stress-ano                  |
| 1.07   | ASSistant                       | L'assistente volta le spalle   |
| 1.08   | Las VegASS                      | Las VegASS                     |
| 1.09   | I Want To Be An Adult Film Star | Voglio fare la porno star      |
| 1.10   | Roller Disco Boogie             | Sess...anta ma non li dimostra |

Seconda stagione (2004)
| Numero | Titolo originale          | Titolo italiano |
| ------ | ------------------------- | --------------- |
| 2.01   | FameASS                   |                 |
| 2.02   | In SicknASS and In Health |                 |
| 2.03   | New ASSpirations          |                 |
| 2.04   | Topless in Tampa          |                 |
| 2.05   | Spunk'd                   |                 |
| 2.06   | The Breast Is Yet To Come |                 |
| 2.07   | ASS Good As It Gets       |                 |
| 2.08   | Raising AwarenASS         |                 |
| 2.09   | Chicago, IllinASS         |                 |
| 2.10   | ASS The World Turns       |                 |

Terza stagione (2005)
| Numero | Titolo originale         | Titolo italiano |
| ------ | ------------------------ | --------------- |
| 3.01   | Jew-ASS New Year         |                 |
| 3.02   | The Apprent-ASS          |                 |
| 3.03   | ASS And You Will Receive |                 |
| 3.04   | Time Is Of The ASS-ence  |                 |
| 3.05   | Midlife CrisASS          |                 |
| 3.06   | Up And Cumming           |                 |
| 3.07   | Falling On Your ASS      |                 |
| 3.08   | Cocktoberfest            |                 |
| 3.09   | BroadcASS                |                 |
| 3.10   | Real ASState             |                 |

Quarta stagione (2006)
| Numero | Titolo originale              | Titolo italiano           |
| ------ | ----------------------------- | ------------------------- |
| 4.01   | TortAss And The Hare          | Lo zio Sam ha un'erezione |
| 4.02   | Birds And Beehinds            |                           |
| 4.03   | A Derriere to Remember        |                           |
| 4.04   | Taint Marten                  |                           |
| 4.05   | Buttocks and Bagels           |                           |
| 4.06   | Buns N Ammo                   |                           |
| 4.07   | Tush Comes To Shove           |                           |
| 4.08   | Nothing Butt The Truth        |                           |
| 4.09   | I'm Dancing Ass Fast As I Can |                           |